# Kerstin Krieglstein
Kerstin Krieglstein-Unsicker (* 23. Juli 1963 in Erlangen) ist eine deutsche Neurowissenschaftlerin. Sie ist seit Oktober 2020 Rektorin der Albert-Ludwigs-Universität Freiburg.

## Leben
Kerstin Krieglstein studierte nach vorgezogenem Abitur 1981 an der Elisabethschule Marburg Chemie an der Philipps-Universität Marburg (1982–1984), Pharmazie an der Ludwig-Maximilians-Universität München (1984–1987) und Pharmakologie an der Justus-Liebig-Universität Gießen (1988–1990). 1990 wurde sie als Apothekerin approbiert. 1990 wurde Krieglstein in Marburg mit einer Dissertation über die Struktur von Tetanustoxin und Botulinum A-Toxin zur Dr. rer. nat. promoviert. Als Post-Doc war sie an der Fakultät für Molekularbiologie und Biochemie der University of California, Irvine (1990–1992), am Institut für Anatomie und Zellbiologie der Philipps-Universität Marburg (1992–1993) und der Ruprecht-Karls-Universität Heidelberg (1993–1998) tätig. 1997 habilitierte sich Krieglstein für das Fach Anatomie und Zellbiologie in Heidelberg. 1998 bis 1999 war sie Heisenberg-Fellow (DFG) am Institut für Anatomie und Zellbiologie der Universität Heidelberg.
1999 folgte Kerstin Krieglstein einem Ruf an eine Professur für Anatomie an die Universität des Saarlandes. 2001 wechselte sie auf eine Professur für Neuroanatomie und wurde Direktorin des Instituts für Neuroanatomie der Universitätsmedizin Göttingen. 2007 folgte sie einem Ruf auf eine Professur für Anatomie an die Albert-Ludwigs-Universität Freiburg; 2009 wurde sie Direktorin der Abteilung für Molekulare Embryologie. 2010 wurde sie Prodekanin für Struktur, Forschung und Entwicklung der Medizinischen Fakultät der Universität Freiburg. Seit 2011 ist sie zudem Kommissarische Leiterin der Abteilung für Neuroanatomie. Von 2014 bis 2018 war sie Dekanin der Medizinischen Fakultät der Universität Freiburg.
2007 wurde sie als Mitglied in die Deutsche Akademie der Naturforscher Leopoldina, die älteste naturwissenschaftlich-medizinische Gelehrtengesellschaft im deutschsprachigen Raum und die älteste dauerhaft existierende naturforschende Akademie der Welt aufgenommen. Ihre Ausbildung umfasst die Pharmazie sowie die Schnittstellen in die neurophysiologisch, neuroanatomische und zellbiologische Forschung. Forschungsschwerpunkte sind Neurochemie, Neurophysiologie, Neuroanatomie, Wachstumsfaktoren, Zellbiologie der Neuronen und Molekulare Embryologie.
Zum 1. August 2018 übernahm Kerstin Krieglstein das Amt der Rektorin der Konstanzer Universität und folgte damit Ulrich Rüdiger, der Rektor der RWTH Aachen wurde.
Am 27. Mai 2020 wurde sie als erste Frau in der Geschichte der Universität zur Rektorin der Universität Freiburg gewählt. Zum 1. Oktober 2020 trat sie die Stelle an. Seit Dezember 2020 ist sie Vizepräsidentin für Forschung, wissenschaftlichen Nachwuchs, Hochschulmedizin und Gesundheitswissenschaften der Hochschulrektorenkonferenz.
Sie nahm für die CDU-Fraktion Baden-Württemberg an der 17. Bundesversammlung am 13. Februar 2022 teil.
Sie ist verheiratet und hat zwei Kinder.